# Embiotoca lateralis
Embiotoca lateralis, riba porodice Embiotocidae, red grgečki nastanjena uz pacifičku obalu Sjeverne Amerike od Wrangella u Alaski na jug do Point Cabrasa na poluotoku Baja California. 
Hrani se manjim rakovima, škampima, crvima i mekušcima. Prvi ju je opisao i klasificirao Agassiz, 1854. 
U narodnim nazivima poznata je kao Uusduu ili K'aay kuul kyaadsiid kod Haida Indijanaca; Striped seaperch ili Blue seaperch (eng); Mojarra azul ili perca (španjolski), Randig Bränningssabborre (švedski); Szumien smuzkowy (poljski); Stribet brændingsaborre (danski).